# Lijst van ministers van Financiën van het Koninkrijk Joegoslavië
Hieronder de lijst van ministers van Financiën van het Koninkrijk Joegoslavië
| #   | Persoon            | periode     |
| --- | ------------------ | ----------- |
| 1.  | Stanko Švrljuga    | 1929 - 1931 |
| 2.  | Đorđe Đurić        | 1931        |
| 3.  | Milorad Đorđević   | 1931 - 1934 |
| 4.  | Milan Stojadinović | 1934 - 1935 |
| 5.  | Miloš Bobić        | 1935        |
| 6.  | Marko Kozulj       | 1935 - 1936 |
| 7.  | Dušan Letica       | 1936 - 1939 |
| 8.  | Vojin Đuričić      | 1939        |
| 9.  | Juraj Šutej        | 1939 - 1943 |
| 10. | Milan Martinović   | 1943 - 1944 |
| 11. | Nenad Grigozono    | 1944        |
| 12. | Ivan Šubašić       | 1944        |
| 13. | Juraj Šutej        | 1944 - 1945 |